# Jade McGlynn
Jade Selena McGlynn is een Britse onderzoeker, docent, taalkundige, historicus en schrijver gespecialiseerd in modern Oost-Europa, met name Rusland onder Vladimir Poetin. Als onderzoeksassistent aan de Faculteit van Oorlogsstudies van King's College London heeft ze haar werk sinds 2014 gericht op de Russisch-Oekraïense Oorlog; voorts houdt ze zich bezig met identiteitsvorming, herinneringspolitiek, propaganda en relaties tussen staat en samenleving in de Russische Federatie. McGlynn is ook verbonden aan de Faculteit Middeleeuwse en Moderne Talen van de Universiteit van Oxford.

## Opleiding
McGlynn studeerde Russisch en Spaans aan de Universiteit van Oxford en behaalde daar haar Bachelor of Arts; vervolgens voltooide ze in 2017 haar onderzoeksmaster in Ruslandstudies aan de Universiteit van Birmingham. In de jaren 2010 woonde en werkte ze vier jaar lang in de Russische steden Moskou, Sint-Petersburg, Voronezj, Pskov en Sotsji. Daarnaast reisde ze veel door Rusland en andere post-Sovjetstaten. Van 2018 tot 2020 deed McGlynn haar doctoraalstudie in Russisch aan de Universiteit van Oxford over de politisering en securitisering van de geschiedenis door de Russische overheid tijdens Vladimir Poetins derde termijn als president (2012–2018).

## Carrière
McGlynn behaalde haar doctoraat in de filosofie van de Oxford-universiteit met haar proefschrift Reliving the Past. How the Russian Government and Media Use History to Frame the Present (2020; "Het herleven van het verleden. Hoe de Russische overheid en media de geschiedenis gebruiken om het heden te framen"). Ze analyseerde dat sinds Poetins terugkeer naar het presidentschap in 2012 het Kremlin de term "Grote Vaderlandse Oorlog" centraal heeft gesteld in de Russische identiteit en politiek. Deze term verwijst naar de strijd van de Sovjet-Unie (in dit verhaal beperkt tot alleen Rusland) van 1941–1945 tegen het nazisme (waarbij het Molotov-Ribbentroppact met nazi-Duitsland van 1939 gemakshalve wordt weggelaten) en werd tijdens Poetins derde termijn door het Kremlin misbruikt om te betogen dat de Russische Federatie het recht zou hebben om alle landen te domineren die het Rode Leger aan het eind van de Tweede Wereldoorlog bezette of feitelijk overheerste.:2:12–3:44 Toen Poetin in januari 2018 russofobie vergeleek met antisemitisme, beschouwde McGlynn het bewust verwarren van moderne russofobie en nazistisch antisemitisme als onderdeel van een propagandastrategie die historische framing gebruikt om een voor Russen vleiend verhaal te creëren dat de Russisch-Oekraïense Oorlog een heropvoering is van de Grote Vaderlandse Oorlog.
Nadat de grootschalige Russische invasie van Oekraïne sinds 2022 in februari 2022 begon, heeft McGlynn regelmatig analyses, uitleg en commentaar geleverd in Engelstalige internationale media, waaronder de BBC, CNN, Deutsche Welle, Foreign Policy, The Times, The Telegraph en The Spectator geschreven. In de The Washington Post schreef Amerikaans historicus Michael S. Neiberg vol lof over McGlynns monografieën Russia's War (2023) en Memory Makers: The Politics of the Past in Putin's Russia (2023); volgens hem konden haar boeken goed uitleggen waarom de Russische invasie van Oekraïne in 2022 begon, wat in veel "westerse ogen... nergens op leek te slaan." In plaats daarvan stelde ze dat deze oorlog, die zo'n catastrofe werd voor de Russische samenleving in het heden, alleen kon worden begrepen door de manier waarop de Russische regering en de door de staat gecontroleerde media opvattingen over het verleden hadden verdraaid. Deze omvatten misvattingen zoals dat Oekraïne altijd een natuurlijk onderdeel van Rusland zou zijn geweest, dat Rusland voorbestemd was om te worden hersteld als de grote mogendheid die het ooit was en dat Russische soldaten een heldhaftige strijd tegen een decadent Westen aan het voeren waren in plaats van dat ze in feite oorlogsmisdaden pleegden tegen precies dezelfde Oekraïners die ze als hun eigen "Russische broeders" beschouwden.
In The Times schreef Marc Bennetts dat Russia's War aantoonde dat de meeste gewone Russen niet enthousiast waren over de oorlog, maar het gevoel hadden dat ze er niets aan konden doen. Daarom hadden ze de neiging om mee te gaan in de propaganda van het Kremlin, omdat die het gewone volk comfortabele leugens verschafte in moeilijke omstandigheden. Politicoloog Leo Goretti voegde eraan toe dat Memory Makers aantoonde dat de Russische leiders zelf het slachtoffer waren geworden van de crisis in Rusland. In de loop der tijd heeft de historische waarheid van het Kremlin zo'n emotionele en framende kracht gekregen dat uiteindelijk, in de woorden van de auteur, "Poetin en de mensen om hem heen hun eigen leugens zijn gaan geloven." Volgens Goretti was McGlynns boek Memory Makers "broodnodige leesstof voor wetenschappers die dieper willen ingaan op het discours dat ten grondslag ligt aan de aanvalsoorlog van Rusland tegen Oekraïne en het politieke gebruik van de geschiedenis in de wereld van vandaag in het algemeen." Hoewel het enigszins ontbrak aan een wederzijdse vergelijking van "hoe professionele en academische historici hebben gereageerd op de bewapening van de geschiedenis door het Kremlin", noemde Goretti haar werk een "grondige en zorgvuldige analyse", waaronder alleen al "duizenden krantenartikelen over het conflict tussen Rusland en Oekraïne in het voorjaar van 2014".

## Geselecteerde werken

### Monografieën
- McGlynn, Jade Selena, Rewriting the past: how the Russian government and media framed the Ukraine crisis through the great patriotic war. Universiteit van Birmingham (2017). Geraadpleegd op 4 oktober 2023.  (masterthesis).
- McGlynn, Jade, Reliving the Past. How the Russian Government and Media Use History to Frame the Present. Universiteit van Oxford (2020). Geraadpleegd op 3 oktober 2023.  pp. 360. (proefschrift).
- Jade McGlynn, Memory Makers: The Politics of the Past in Putin's Russia (2023). xii, 234 p. Londen, New York, Oxford: Bloomsbury Academic. ISBN 978-1-350-28076-2.
- Jade McGlynn, Russia's War (2023). 264 p. Cambridge, Hoboken: Polity Press. ISBN 9781509556779.

### Wetenschappelijke artikelen
- McGlynn, Jade (27 september 2018). Historical framing of the Ukraine Crisis through the Great Patriotic War: Performativity, cultural consciousness and shared remembering. Memory Studies 13 (6): 1058–1080 (Sage Publishing). DOI: 10.1177/1750698018800740.
- McGlynn, Jade (29 oktober 2020). United by History: Government Appropriation of Everyday Nationalism During Vladimir Putin's Third Term. Nationalities Papers 48 (6): 1069–1085 (Cambridge University Press). DOI: 10.1017/nps.2020.20.
- McGlynn, Jade, Đureinović, Jelena (5 maart 2022). The alliance of victory: Russo-Serbian memory diplomacy. Memory Studies 16 (2): 227–242 (Sage Publishing). DOI: 10.1177/17506980211073108.

### Als co-auteur of co-redacteur
- (co-redacteur) Conley, Heather A. (1 september 2020). The Diversity of Russia's Military Power: Five Perspectives. Center for Strategic and International Studies, Washington D.C., pp. 43.
- (co-redactie door Jade McGlynn en Lucian George), Rethinking Period Boundaries: New Approaches to Continuity and Discontinuity in Modern European History and Culture (2022), pp. 267. De Gruyter Oldenbourg. ISBN 9783110632064.
- Co-auteur van de hoofdstukken "Promoting Patriotism" en "Living Forms of Patriotism" in: Félix Krawatzek, Nina Friess, Youth and Memory in Europe: Defining the Past, Shaping the Future (2022), p. 221–246. Walter de Gruyter. ISBN 9783110733501.
- (co-auteurs Jade McGlynn en Oliver T. Jones), Researching Memory and Identity in Russia and Eastern Europe: Interdisciplinary Methodologies (2023), pp. 218. Londen: Palgrave Macmillan. ISBN 9783030999148.